# Katia Pringsheim
Katharina Hedwig Pringsheim, detta Katia (Feldafing, 24 luglio 1883 – Kilchberg, 25 aprile 1980), è stata la moglie dello scrittore tedesco Thomas Mann, e la madre dei suoi sei figli.
Come ultimogenita ed unica femmina del matematico Alfred Pringsheim, figlio a sua volta del ricco industriale Rudolf Pringsheim, e dell'ex attrice Hedwig Dohm, crebbe in un ambiente molto ricco e liberale. In diverse opere di Mann è possibile ritrovare numerosi personaggi che attestano il rispetto da lui provato per la moglie. Egli trasse ispirazione anche dal soggiorno fatto dalla moglie presso il centro termale di Davos per le opere La montagna incantata (1924) e Il cigno nero (1953).

## Biografia

### Famiglia

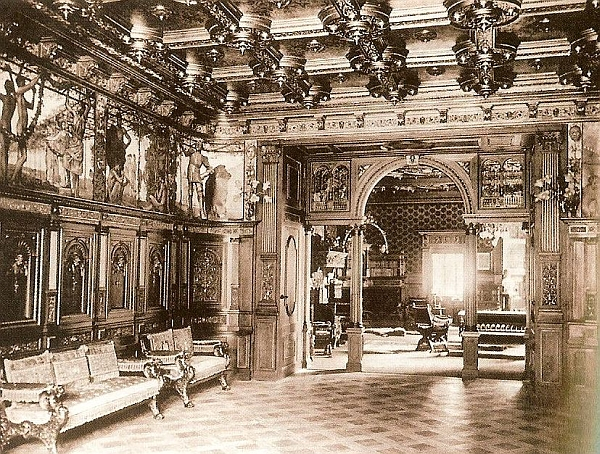
Palazzo Pringsheim, dimora di Katia Mann

Katharina Hedwig Pringsheim (detta Katia, più tardi nota come Katia Mann) era la più giovane, e l'unica femmina nella sua famiglia. Suoi fratelli furono Erik (1879-1908), Peter (1881-1963), Heinz (1882-1974), e Klaus, il gemello di Katia. Suoi genitori furono il matematico Alfred Pringsheim e l'ex attrice Hedwig Dohm.
Il padre era membro della ricca famiglia di mercanti slesiani Pringsheim, mentre sua madre era una delle figlie della ben nota scrittrice e femminista Hedwig Schleh (originariamente Schlesinger). Anche la famiglia Dohm era di origine slesiana, e come quelle Pringsheim e Schlesinger, era di radici ebraiche. Tuttavia sia gli Schlesinger che i Dohm si erano convertiti al luteranesimo, rispettivamente nel 1817 e nel 1827.
Il padre di Katia era nato ebreo, ma si definiva aconfessionale, e permise ai suoi figli di convertirsi tutti al luteranesimo. Tuttavia lui ed i suoi discendenti furono ritenuti ebrei dai nazisti, e per questo perseguitati durante il Terzo Reich. Tutti i fratelli di Katia divennero accademici. Il suo gemello Klaus insegnò, tra l'altro, composizione in Giappone. Peter si fece un nome come professore di fisica, Heinz ottenne un dottorato in archeologia, ed in seguito spostò con successo i propri interessi nel campo musicale, divenendo uno specialista in questo settore. Il primogenito Erik, avvocato, cadde in disgrazia presso il padre per il suo lussuoso stile di vita e morì a soli 29 anni in Argentina, in circostanze misteriose.

### Infanzia e gioventù
Katia ed i suoi fratelli crebbero in un ambiente ricco e liberale. La villa situata a Monaco nell'Arcisstraße numero 12, in cui la famiglia visse dal 1890 si estendeva su una superficie di oltre 1500 m² e possedeva, oltre ad alloggi per la servitù, una sala musicale, una biblioteca ed un impianto a corrente elettrica, all'epoca raro nelle abitazioni private. La villa costituì sino alla fine degli anni venti un centro sociale nella vita cittadina. La frequentarono, oltre a noti personaggi del mondo politico e della società quali Walther Rathenau e Franziska zu Reventlow, anche artisti di spicco quali Else Lasker-Schüler e Hugo von Hofmannsthal. Katia, insieme ai suoi fratelli, prese ben presto regolarmente parte alla vita sociale della famiglia. La sua apparizione ad un ballo in costume venne immortalata dal pittore Friedrich August von Kaulbach nella tela Kinderkarneval. Thomas Mann entrò in possesso di una riproduzione del quadro prima ancora d'incontrare Katia. Ella, descritta come straordinariamente bella, venne ritratta anche da Franz von Lenbach.
I Pringsheim avevano elevate esigenze per l'educazione dei propri figli. Mentre i suoi fratelli andarono a scuola, Katia ricevette dal settimo anno d'età lezioni private ed in seguito, nel 1901, fu la prima donna ad ottenere a Monaco un diploma di maturità. Essendo state le donne sino ad allora escluse dal conseguimento del baccalaureato, Katia dovette prima superare, quale studentessa privata, un esame preliminare, che le consentì di partecipare agli esami finali del Königliches Wilhelms-Gymnasium. In seguito, chiese ed ottenne il permesso di frequentare le lezioni presso l'Università di Monaco, dove il padre insegnava. Solo dal 1903, infatti, fu concesso alle donne di frequentare lezioni regolari in Baviera. Katia Pringsheim fu tra le prime studentesse attive e s'interessò principalmente ai corsi scientifici e matematici, ma ascoltò anche lezioni di filosofia.
Nella primavera del 1904 Katia incontrò, grazie alla mediazione della comune amica Elsa Bernstein, Thomas Mann, di sette anni più anziano. Come scrisse in seguito al fratello Heinrich Mann, egli decise di sposare Katia Pringsheim, prendendo "in parole ed opere un'iniziativa incredibile posto il giorno". In questa scelta l'estrazione familiare di Katia giocò, molto probabilmente, un ruolo importante. Nel suo romanzo autobiografico del 1909 Altezza Reale egli descrisse questa fase della propria vita. Katia Pringsheim inizialmente oppose resistenza all'idea di sposare Mann. "Non sono stata [...] molto entusiasta [...] Avevo vent'anni, mi sentivo molto bene e mi divertivo nella mia pelle nonché con lo studio, con i fratelli, il tennis club e tutto era molto felice e in realtà non so perché ora dovrei andare così in fretta". Anche la famiglia Pringsheim era scettica verso Mann. Anche se il suo romanzo d'esordio I Buddenbrook era stato un successo sin dalla sua pubblicazione nel 1901, Alfred Pringsheim desiderava tuttavia per la figlia un marito dalla solida carriera. Inoltre in Thomas Mann era presente una forte componente omoerotica, che emerse più tardi pubblicamente con la novella La morte a Venezia. Nel novembre del 1904 Katia Pringsheim accettò finalmente di sposare Mann. La coppia si unì in matrimonio l'11 febbraio 1905, con una cerimonia civile tenutasi a Monaco.

### Primi anni con Mann

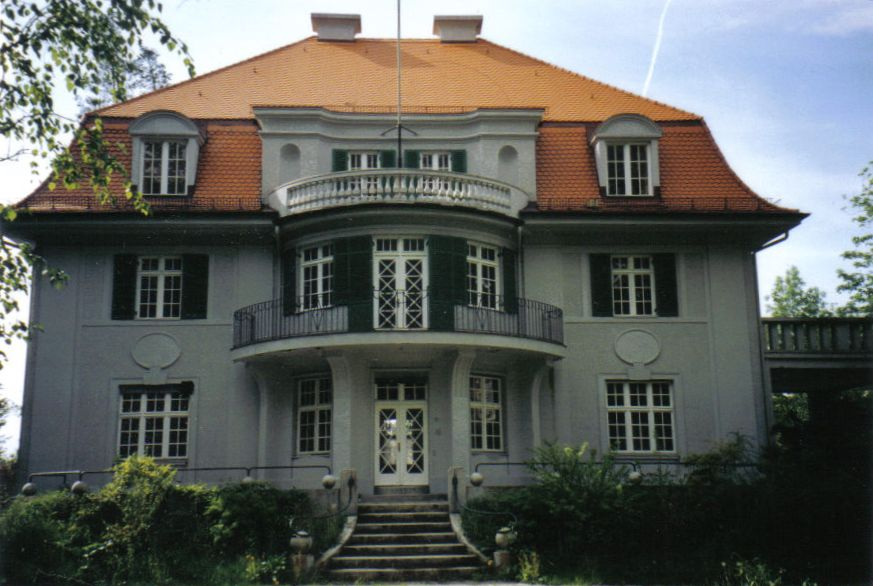
Villa Poschi a Monaco di Baviera

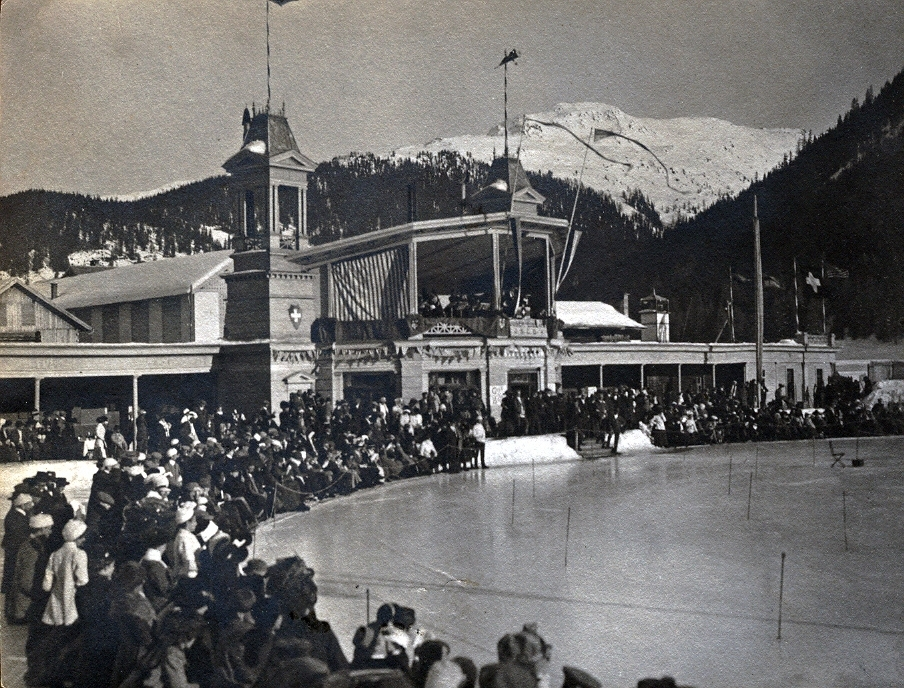
Davos nel 1915

Thomas e Katia si stabilirono in un appartamento non lontano dalla casa dei Pringsheim, ed arredato dal padre di lei. Già nel novembre del 1905 nacque la loro prima figlia. Nel corso di quindici anni la coppia ebbe sei figli: Erika (1905-1969), Klaus (1906-1949), Golo (1909-1994), Monika (1910-1992), Elisabeth (1918-2002) e Michael (1919-1977). Nel 1907 Mann aveva talmente migliorato le proprie entrate, da poter far costruire una casa per i fine settimana, situata nei pressi di Bad Tölz. Per sostentare la sua famiglia in aumento, egli intraprese cicli di conferenze più lunghi e regolari. Dal 1910 la famiglia Mann, all'epoca di sei membri, visse al numero 13 della Mauerkircher Straße, in una dimora composta da quattro monolocali tra loro collegati. Nel 1914 i Mann si trasferirono, insieme al personale di servizio (cuoco, cameriera, bambinaia ed in seguito anche un autista), nella loro maestosa villa, situata al numero 1 di Poschingerstraße affacciantesi sull'Herzogpark, e da loro ribattezzata affettuosamente Poschi.
Nell'estate del 1911 Katia venne colpita da una malattia polmonare venendo ricoverata nel 1912 a Davos, con la diagnosi di "tubercolosi chiusa". In realtà, successivamente immagini ai raggi x dimostrarono l'assenza di tale malattia, sconfessando tale diagnosi. Negli anni successivi Katia Mann trascorse regolarmente vari mesi in sanatori montani. Le sue lettere da Davos e da Arosa, dove risiedette per curarsi, ispirarono al marito il romanzo La montagna incantata. I suoi figli rimasero a Monaco, dove furono accuditi da bambinaie. Klaus Mann scrisse riguardo a questo periodo che: " in questi anni donne capricciose ci governarono in maniera quasi assoluta, così come nostro padre, pur non vedendo niente di [...] fu colto da furore educativo nei nostri confronti."
Non è ancora chiaro se i disturbi di carattere psicosomatico di Katia fossero una sorta di reazione nei confronti del marito. È però chiaro, da molte fonti, che soffrisse per il peso eccessivo, anche sotto un profilo economico, di dover allevare ed educare da sola i suoi numerosi figli, a causa dei pregiudizi e del carattere intollerante del marito. 
Secondo Klaus il padre avrebbe affermato, alla fine dell'anno scolastico 1916/1917 che la madre era responsabile dell'educazione di tutti i figli, mentre la signora Prigsheim notò chiaramente nel 1906 che il genero aveva un carattere difficile e poco tollerante. La stessa Katia ammise che il marito desiderava massimo silenzio in casa, al punto da tirare le tende e chiudere la finestra del suo studio, se fuori si doveva stendere il bucato.

### Prima Guerra Mondiale e Repubblica di Weimar

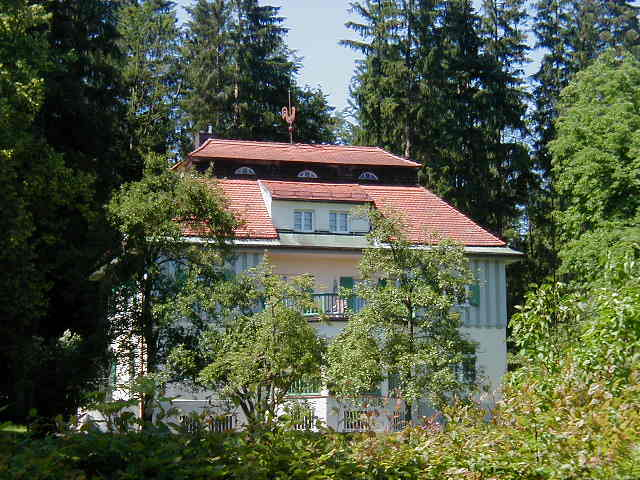
Villa Poschi nel 2004

Katia Mann trascorse la prima guerra mondiale a Monaco di Baviera con la sua famiglia. Thomas Mann venne convocato presso la commissione di leva, ma fu dichiarato non idoneo. Tuttavia le sue finanze iniziarono a declinare, obbligandolo a licenziare i suoi domestici. Villa Poschi dovette essere venduta nel 1917 per sostenere un prestito di guerra.

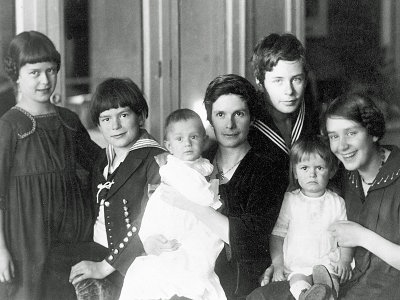
Katia Mann e i suoi sei figli nel 1919

Durante gli anni di guerra la famiglia Mann ottenne cibo e carbone a sufficienza pur dovendo subire, per approvvigionarsi, le lunghe code a Monaco di Baviera. Gli anni del primo dopoguerra non furono semplici in un primo momento, a causa della difficile situazione economica, che incideva su una famiglia con sei figli a carico. Durante il conflitto, Thomas Mann si era schierato a favore della guerra e del nazionalismo tedesco, nel suo saggio Gedanken im Krieg (Pensieri sulla guerra), rompendo per questo i suoi rapporti con il fratello Heinrich. Tuttavia il suo reddito, specie grazie ai diritti d'autore provenienti dalle vendite all'estero, permise alla sua famiglia di mantenere un tenore di vita relativamente buono.
Tuttavia Katia continuò a lamentarsi dello stile di vita impostole, scrivendo al marito da un centro termale: "Non ho tanto per pensare, ed a volte credo di non aver impostato correttamente la mia vita, incentrandola esclusivamente su di te ed i bambini."
nemmeno il rendimento scolastico dei suoi figli soddisfò le aspettative di Katia. Con l'eccezione di Elisabeth essi frequentarono collegi privati, spesso da internisti, ed alcuni di loro abbandonarono il liceo prima di conseguire l'Abitur. Nel 1923 Klaus abbandonò definitivamente la scuola, iniziando una carriera da critico teatrale. Nemmeno Erika soddisfece le attese accademiche della madre, e nel 1924, dopo aver concluso faticosamente il liceo, decise di frequentare un corso di recitazione. nel 1926 si sposò con l'attore Gustaf Gründgens, ma divorziò nel 1929.

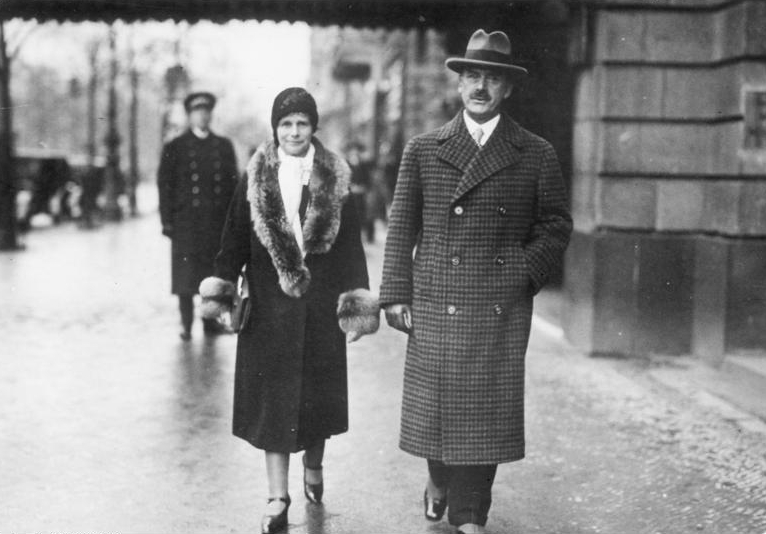
Thomas e Katia Mann fotografati all'uscita dell'Hotel Adlon di Berlino, nel 1929

In questo periodo Katia accompagnò regolarmente il marito nei suoi viaggi ufficiali. Nel 1920 egli ricevette un dottorato onorario dall'Università di Bonn, nel 1926 fu nominato professore del Senato di Lubecca e nel 1929 venne insignito del Premio Nobel per la Letteratura per il suo romanzo I Buddenbrook.

### Ascesa di Hitler ed esilio in Svizzera

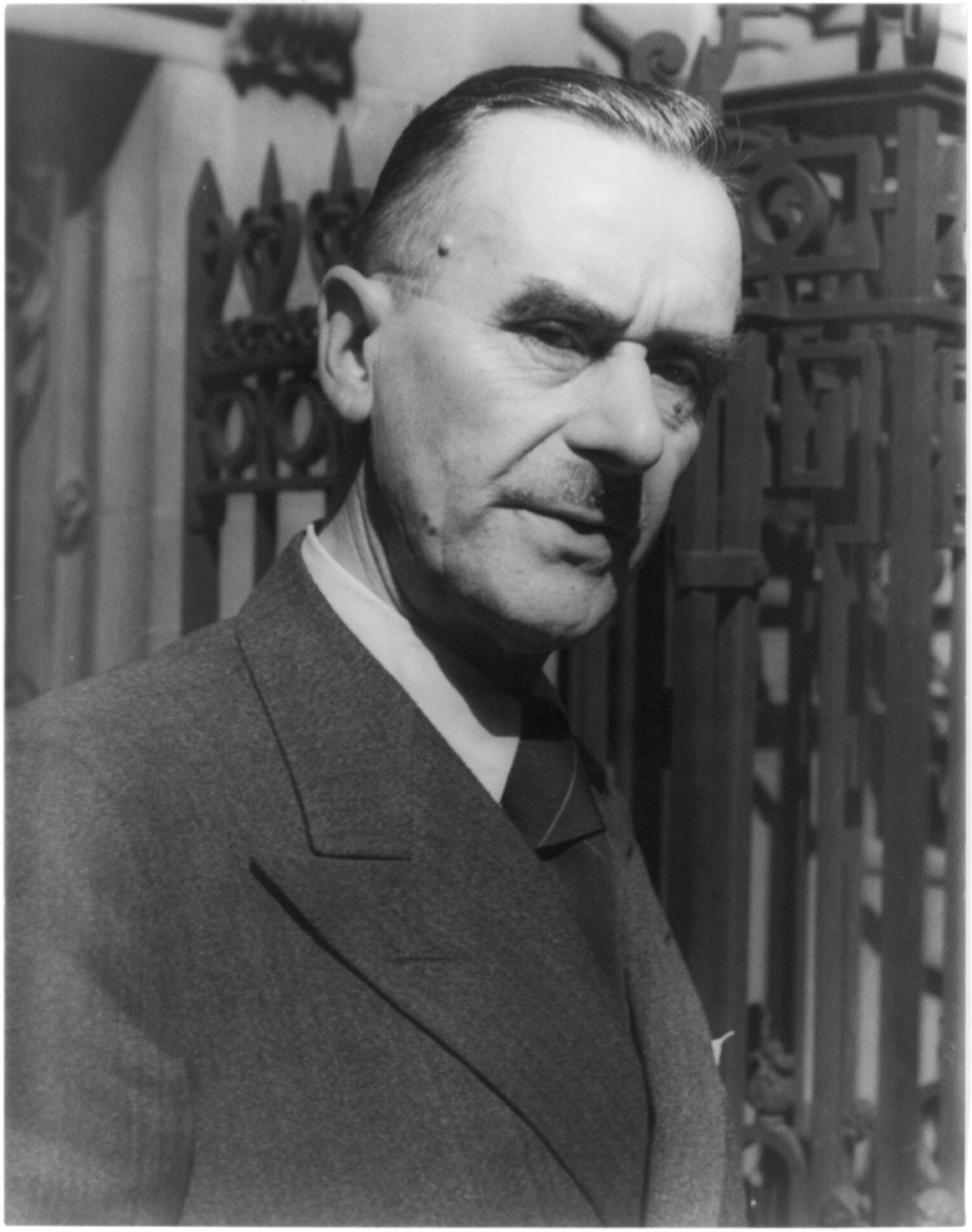
Thomas Mann nel 1937, fotografia di Carl Van Vechten

I Mann appresero della presa del potere da parte dei nazisti mentre stavano soggiornando ad Arosa. Nel 1930 Thomas Mann aveva tenuto un discorso nella sala Beethoven di Berlino, l'Appell an die Vernunft (Un appello alla ragione), prendendo posizione contro il nazionalsocialismo, mentre Klaus ed Erika avevano inaugurato nel gennaio del 1933 il loro cabaret politico, ribattezzato nel clima ostile della Germania nazista lo Die Pfeffermühle (il macinapepe). Nel nuovo clima politico, i membri dell'élite intellettuale ostile al regime dovettero abbandonare il paese, per evitare l'arresto. Erika e Klaus avvertirono i genitori, per lettera e per telefono, di non tornare in Germania. Il 13 marzo Klaus espatriò a Parigi, mentre Erika, dopo aver recuperato il manoscritto del padre Giuseppe e i suoi fratelli, si rifugiò in Svizzera, dove lo consegnò al padre, salvando la sua opera dalla confisca nazista.
La casa dei Mann a Monaco venne sequestrata in quello stesso anno, mentre veniva emesso un ordine di custodia cautelare nei confronti dello scrittore. I Mann avevano dapprima optato di rifugiarsi a Sanary-sur-Mer, nel sud della Francia, ma finirono per trascorrere i cinque anni successivi a Küsnacht, in Svizzera. Con l'eccezione di Klaus, che lavorò ad Amsterdam alla fondazione della rivista Die Sammlung, la famiglia si riunì nella nuova dimora. Nella Repubblica Elvetica, grazie ai diritti d'autore provenienti dall'estero, il sostentamento dei Mann fu garantito. Nel 1934 Mann riprese a tenere conferenze, e Katia lo accompagnò più volte negli Stati Uniti. Nel 1936 i nazisti revocarono ai Mann la cittadinanza tedesca con l'eccezione di Erika, che nel 1935 aveva sposato il poeta inglese Wystan Hugh Auden, ottenendone la cittadinanza, ma grazie all'amicizia con il Presidente Edvard Beneš ottennero la cittadinanza cecoslovacca. Per la coppia la perdita della cittadinanza fu un duro colpo, cui s'aggiunsero per Katia ulteriori difficoltà familiari: Erika, Klaus e Michael soffrivano già da tempo di problemi di alcolismo e di droga, mentre Monika era caduta in depressione, e scrisse alla madre lettere "fatali" come annota Thomas Mann nel suo diario. Nel 1938 Klaus giunse a Zurigo per una cura di riabilitazione, dopo che la sua dipendenza dalle droghe era sfuggita ad ogni controllo.

### Il periodo statunitense
Nel marzo del 1938 le truppe tedesche entrarono in Austria. La situazione dei rifugiati ebrei era peggiorata anche in Svizzera, e per i Mann c'erano poche speranze di ottenere la naturalizzazione in breve tempo, nonostante la celebrità di Thomas. In questa situazione d'incertezza, una ricca mecenate di Mann, la statunitense Agnes E.Mayer, docente all'Università di Princeton, offrì allo scrittore la possibilità di lasciare l'Europa. Il 17 settembre 1938, Katia e Thomas, insieme ad Elisabeth, s'imbarcarono da Southampton sul piroscafo Nieuwe Amsterdam alla volta degli Stati Uniti d'America, dove vennero accolti con grande entusiasmo. "L'accoglienza è stata scioccante [...] non abbiamo mai sperimentato una cosa simile. C'è un certo senso, quasi una benedizione per essere qui al sicuro, ma io personalmente preferisco essere più vicino agli eventi." Come nei precedenti trasferimenti, toccò a Katia garantire al marito il mantenimento delle proprie abitudini nella nuova dimora. "Recupero esatto della scrivania ogni pezzo [...] proprio al suo posto come a Küsnacht ed anche a Monaco", notò soddisfatto Mann solo una settimana dopo il suo arrivo a Princeton. Tuttavia Katia trovò in Molly Shenstone, la moglie del fisico Allen G. Shenstone, la migliore amica della sua vita.
Il desiderio di Katia di essere il più vicino possibile agli eventi in corso, si giustificò anche a causa delle sue preoccupazioni per i genitori, che si trovavano ancora in Germania, e che riuscirono ad arrivare a Zurigo solo il 31 ottobre 1939, un giorno prima della chiusura del confine. Klaus ed Elisabeth decisero anch'essi di trasferirsi definitivamente negli Stati Uniti d'America. Erika li aveva preceduti per prima, emigrando ufficialmente già nel 1937. Gli altri si rifiutarono in un primo momento d'emigrare. Anzi, nell'estate del 1939, Golo decise di ritornare a Zurigo, mentre Michael preferì, dopo il suo matrimonio occorso nel marzo 1939, stabilirsi a Londra. Monika era rimasta in Europa, e si sposò anch'ella a Londra nel mese di marzo. Dopo lo scoppio della seconda guerra mondiale Katia cercò di mettere al sicuro tutti i membri della sua famiglia negli Usa. Michael arrivò indenne a New York nel gennaio 1940, a bordo della nave Britannic, mentre Erika, dopo aver documentato per conto della BBC il Blitz tedesco su Londra, tornò nell'Ottobre 1940 negli Stati Uniti d'America. Golo andò a combattere da volontario in Francia nel maggio 1940 ed evitò d'essere internato dopo la disfatta francese. Giunse in America con Heinrich Mann, la di lui moglie Nelly ed i coniugi Werfel dopo una drammatica fuga prima a piedi attraverso i Pirenei per giungere a Lisbona. Da lì si imbarcarono sulla Nea Hellas arrivando il 13 ottobre 1940 a New York. La City of Benares, la nave su cui s'era imbarcata Monika, fu invece affondata nel mezzo dell'Oceano Atlantico da un U-Boat tedesco la notte del 18 settembre, e nel disastro perse la vita suo marito Jenö Lányi. Ella fu l'ultima dei figli di Katia a giungere a New York, il 28 ottobre 1940. 

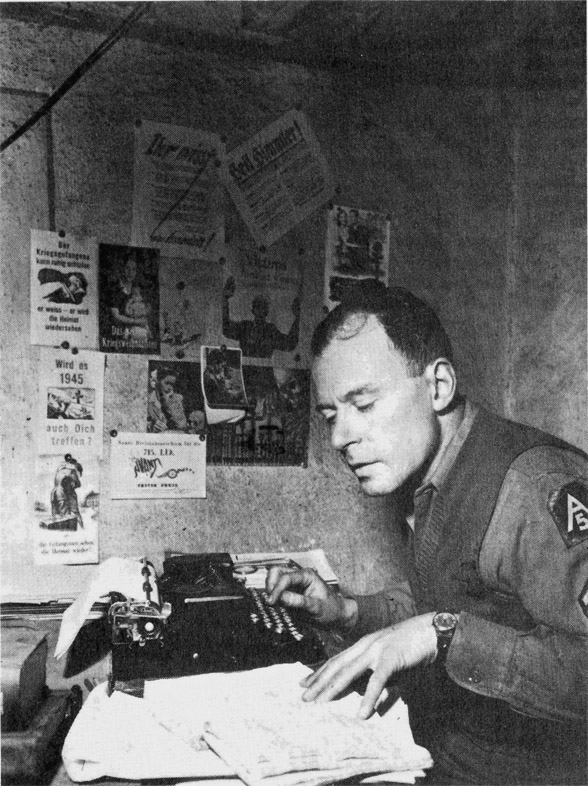
Klaus Mann nel 1944

Nel 1941, nell'esilio zurighese, morì il padre di Katia, seguito l'anno successivo dalla moglie. Katia ricevette queste notizie in California, dove si era trasferita nell'Aprile del 1941. Thomas Mann aveva infatti firmato con la Warner Brothers un contratto d'autore, che consentì non soltanto di sostenere i figli, ma anche di mantenere una grande tenuta al numero 1150 di San Remo Drive a Pacific Palisades, dotata di personale di servizio. Nel frattempo Katia era diventata per due volte nonna: dapprima di Fridolin "Frido" Mann (nato il 31 luglio 1940), figlio di Michael ed in seguito di Angelica Borgese (nata il 30 novembre 1940), figlia di Elisabeth, che aveva sposato nel 1939 l'italiano Giuseppe Antonio Borgese. A questi seguì, poco prima del suo cinquantanovesimo compleanno Anthony Mann (nato il 20 luglio 1942), ancora una volta figlio di Michael. Nello stesso anno gli Stati Uniti d'America entrarono in guerra. Nonostante la disapprovazione di Katia, Erika, Klaus e Golo s'arruolarono volontari nell'esercito statunitense, contribuendo alla guerra in Europa. Entrambi i figli erano divenuti cittadini statunitensi nel 1943.Thomas e Katia ottennero la cittadinanza nel giugno del 1944, mentre Erika non fece richiesta.
Nell'aprile del 1946 Thomas Mann dovette sottoporsi ad un intervento ai polmoni, e Katia scrisse a casa, dicendo che: "La chirurgia polmonare è un intervento serio in ogni circostanza e in età avanzata lo è due volte". All'età di oltre settant'anni gli venne rimosso un tumore, ma Mann si riprese così bene da poter tenere l'anno successivo un giro di conferenze in Europa. Dopo una carriera sfortunata, Erika tornò a vivere con i genitori, per aiutare il padre "[...] come segretaria, biografo, esecutrice testamentaria[...]".
Erika accompagnò i genitori durante un altro tour di conferenze in Europa, ed era con loro a Stoccolma, quando giunse loro la notizia che il 21 maggio Klaus si era tolto la vita a Cannes, ingerendo delle pillole. "La mia simpatia va alla cara madre e ad E. (Klaus). Non avrebbe dovuto farlo" scrisse Mann nel suo diario il 22. Klaus aveva già precedentemente compiuto diversi tentativi di suicidio. Al suo funerale prese parzialmente parte solo Michael.
Katia Mann aveva subito nel 1942 un intervento vicino all'utero, e nel 1950 dovette sottoporsi ad un'altra operazione all'addome. Poco dopo esser divenuta per la quarta volta nonna, questa volta di Dominica "Nica" Borgese (nata il 6 marzo 1944) venuta al mondo prima della fine della guerra, all'età di 67 anni Katia dovette affrontare anche problemi al seno, ma non ebbe molto tempo per riprendersi. Visitò a Chicago Elisabeth, che stava attraversando una crisi coniugale, e Michael il cui matrimonio e la cui carriera musicale minacciavano di fallire a causa della relazione da lui intrapresa con Yaltah Menuhin, sorella di Yehudi Menuhin. Inoltre Erika, profondamente scossa dalla morte del fratello, stava scivolando sempre più nella sua tossicodipendenza. "Mi addolora che la loro amata madre, ed Erika fiacca e depressa, siano così esauste a causa della loro grande amarezza", scrisse al riguardo Mann. In questo contesto, e tenuto conto del mutato clima politico e sociale instauratosi con l'era MacCarty, nel 1951 i Mann si risolsero a riconsiderare l'idea, già ventilata, di tornare in Europa.

### Ritorno in Svizzera - Morte di Thomas Mann
A metà del 1952 Katia e Thomas Mann tornarono a Zurigo, e si sistemarono provvisoriamente a Erlenbach nei pressi di Küsnacht. Golo ed Erika li avevano preceduti. Dal canto suo, Elisabeth si era trasferita con il marito ed i figli a Firenze, ma nel 1952 Borgese morì, vittima di un colpo apoplettico, e la vedova fece momentaneamente ritorno nella casa paterna. Mentre negli Stati Uniti l'interesse per Mann era andato a poco a poco scemando, in Germania, in Svizzera ed in Italia egli ottenne di nuovo in questo periodo una pioggia di premi e le richieste di conferenze furono tali da dover esser coordinate. Nel 1954, dopo lunghi sforzi, Katia trovò a Kilchberg, al numero 39 di Alte Landstrasse, una casa che corrispondeva alle idee di Thomas Mann, "decisamente piacevole e divertente, non impegnativa, ma decente e confortevole", questo era il suo giudizio al riguardo. Nel luglio del 1955, nella località balneare di Noordwijk, Thomas Mann si lamentò per la prima volta con Katia di un dolore alla gamba. Egli si spense, alla presenza della moglie, il 12 agosto 1955 presso il Kantonsspital di Zurigo, vittima dell'arterosclerosi, e fu sepolto nel cimitero di Kilchberg.

### Ultimi anni

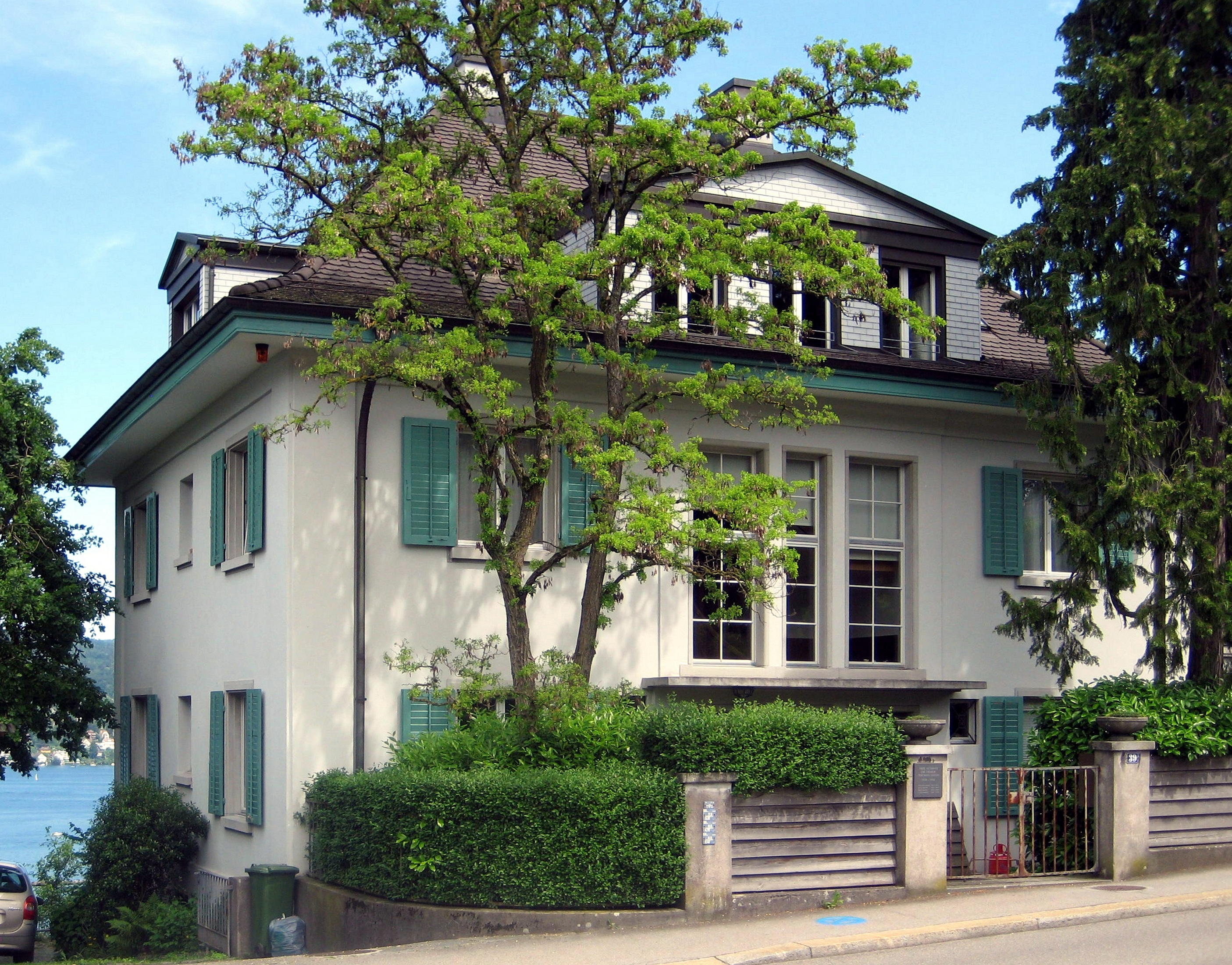
L'ultima dimora dei Mann, al numero 39 di Alten Landstrasse. All'ingresso si trova una lapide con i nomi e le date di nascita e di morte dei componenti della famiglia Mann

Rimasta vedova, Katia visse nella casa di Kilchberg con Erika, che si prese cura del patrimonio letterario di Thomas Mann e dell'eredità di Klaus. Erika accompagnò inoltre la madre nelle sue apparizioni pubbliche, che si fecero sempre più rade perché, a differenza della figlia, Katia preferiva continuare a non esporsi troppo. Se con la morte del marito l'attività sociale di Katia si calmò, non altrettanto si poté dire per la sfera familiare: nei suoi ultimi decenni di vita, infatti, Katia non fu mai sola. Golo abbandonò nel 1965 il suo posto al Dipartimento di Scienze Politiche presso l'Università di Stoccarda, e di fatto, come storico non accademico, finì per fissare la propria dimora principale a Kilchberg. Anche Elisabeth fece regolari visite dalla Toscana, dove lavorava come scrittrice e giornalista. Monika si era stabilita a Capri, ma lei, così come con Michael, fece rare visite alla madre. Quest'ultimo aveva ripreso negli Usa studi di Germanistica, tuttavia lasciò che i suoi figli crescessero con Katia in Svizzera. Fridolin, il suo nipote preferito, vi visse fino al completamento dei suoi studi musicali. 

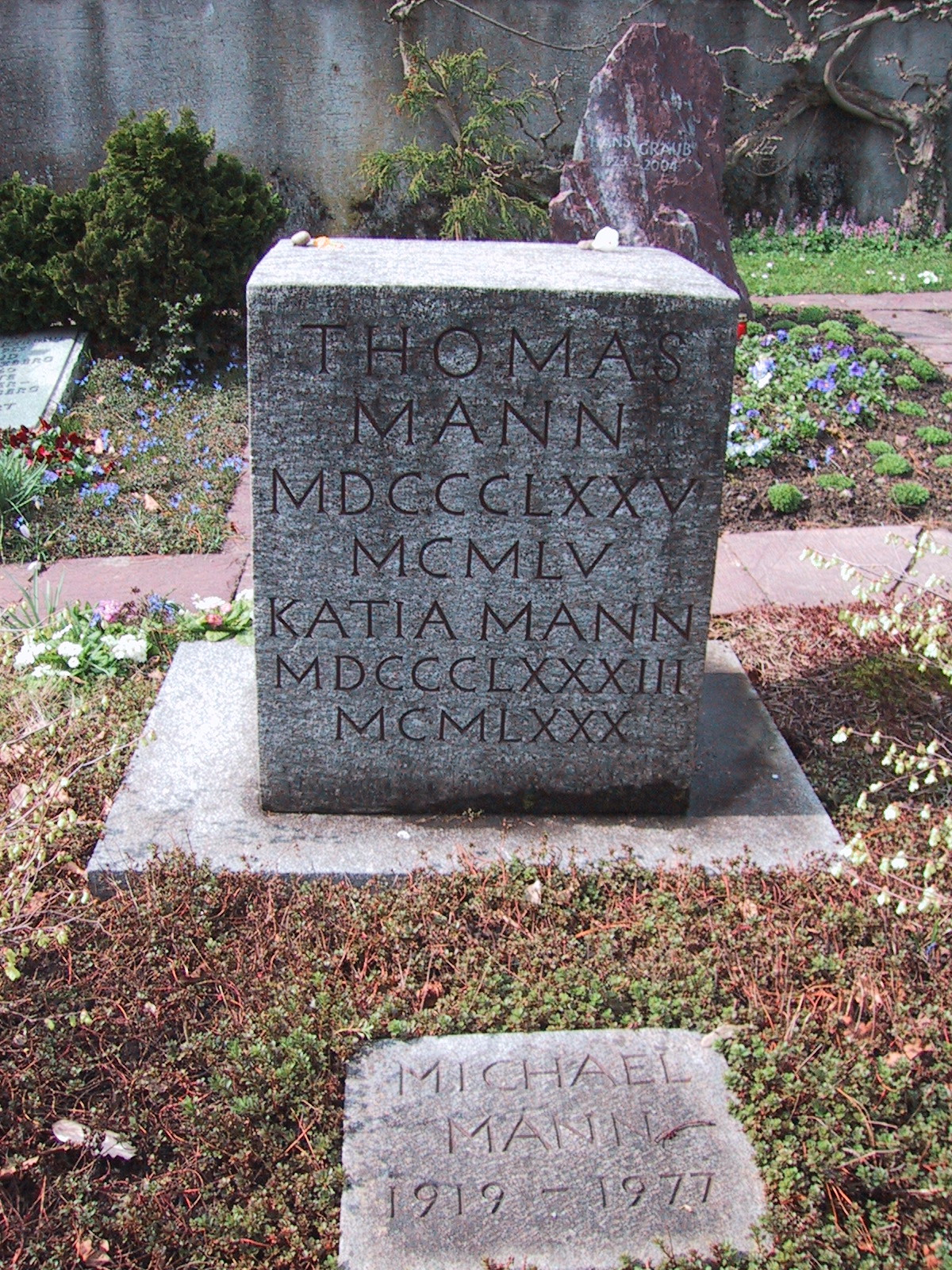
La tomba di famiglia dei Mann, a Kilchberg

Nel 1962, trascorsi i dieci anni richiesti dalla legge, Katia ottenne la cittadinanza svizzera. In precedenza i richiedenti dovevano provare una sufficientemente buona conoscenza della storia svizzera. Dopo un certo numero di incidenti stradali, nel 1964 la sua patente venne revocata. Già negli anni trenta Katia si era dimostrata un'automobilista entusiasta anche se, tecnicamente "un pilota brillante che fa a noi paura con, a volte, un'esagerata fiducia in Dio". Nel 1969 Erika morì, colpita da un tumore al cervello e venne sepolta nella tomba di famiglia a Kilchberg. Dopo aver perso il marito e due figli, nel 1972 la morte del suo gemello determinò la scomparsa di un altro personaggio importante nella vita di Katia. Chiunque abbia vissuto così a lungo, deve sopravvivere a molti disse Katia al momento del suo novantesimo compleanno.
Nel 1975, nel ventennale della scomparsa di Thomas Mann, Katia ritenne giunto il momento di pubblicare i diari del marito. Su richiesta della madre, Michael s'assunse il compito di guidare la preparazione di questa pubblicazione. Nel capodanno del 1976/1977 egli morì, vittima di una miscela di alcol e barbiturici. Venne sepolto accanto al padre ed alla sorella. La sua morte venne però tenuta segreta alla madre, ormai malata di demenza, che dunque non seppe mai di esser sopravvissuta a tre dei suoi figli. Katia Pringsheim Mann morì all'età di 96 anni, e venne sepolta nella tomba di famiglia a Kilchberg.

## Influenza
Marcel Reich-Ranicki, ha descritto Katia Mann in un necrologio come " una figura storico-letteraria, [...] -. Rientra nel novero di personaggi quali Christiane Goethe, Charlotte Schiller, Mathilde Heine ed Emily Fontane ". Così, vi è una forte relazione con la persona di Katia nelle figure delle seguenti opere:
- Imma Spoelmann in Altezza Reale (Romanzo del 1909)
- Sieglind in Sangue Welsungo (Novella del 1906)
- La moglie del Professor Cornelius in Disordine e dolore precoce (racconto del 1926).

Nel suo libro del 1990 Thomas Mann und die Seinen Reich-Ranicki analizza il ruolo di Katia e afferma che ella, "mediando tra Thomas Mann e l'ambiente circostante, tra il suo lavoro e la vita quotidiana, ha reso possibile la sua opera e, quindi, è a una donna il cui ruolo è stato spesso sottovalutato, che la Germania deve così tanto ". Sono ormai numerose le biografie pubblicate su Katia Mann, che le hanno conferito un riconoscimento postumo presso il grande pubblico.
"Nella mia vita sin troppo lunga ho sempre preferito mantenermi su un piano strettamente privato. Non sono mai emerso, né ritenevo che fosse giusto farlo. Non dovrei mai scrivere le mie memorie e mi dico: In questa famiglia, ci deve essere una persona che non scrive. Se ho accettato d'iniziare questa intervista, è a causa della mia debolezza e del mio buon carattere" (Katia Mann, 1973). Da questa intervista con il figlio Michael ed Elisabeth Plessen nacque un resoconto della sua vita, Katia Mann: Meine ungeschriebenen Memoiren, pubblicato nel 1974.
Gottfried Bermann Fischer, editore di Thomas Mann, parlò di Katia Mann in una lettera del 1935: Io so quanto è grazie alla vostra forza instancabile che Thomas Mann è stato in grado di creare e completare la sua grande opera. In relazione a tutto ciò, la sua natura sensibile e finemente sintonizzata era stata scossa così profondamente, ma tu eri la guardiana e la protettrice, compensando il brutale impatto con un'intelligente attività e determinando il ripristino dell'equilibrio. Fisher si riferiva al completamento della tetralogia Giuseppe e i suoi fratelli, messa a punto da Mann nell'esilio svizzero ed il cui terzo volume venne pubblicato nel 1936 dalla casa editrice Fisher che, costretta all'esilio dalla Germania, aveva ripreso ad operare a Vienna. Katia Mann appare anche in quest'opera nella figura di Rachel, una giovane donna descritta da Thomas come " bella e graziosa" e che " possedeva dietro questa bellezza, contrariamente alla natura femminile, spirito e la volontà, saggezza e coraggio".

## Opere
- Katia Mann: Meine ungeschriebenen Memoiren. Hrsg. v. Elisabeth Plessen u. Michael Mann. S. Fischer, Frankfurt 1974, ISBN 3-10-046701-9; Fischer-Taschenbuch-Verlag, Frankfurt 2000, ISBN 3-596-14673-9.